# LAPE
Líneas Aéreas Postales Españolas, LAPE (испанские почтовые авиалинии) — бывшая испанская авиакомпания, существовавшая в период Второй Республики.

## История

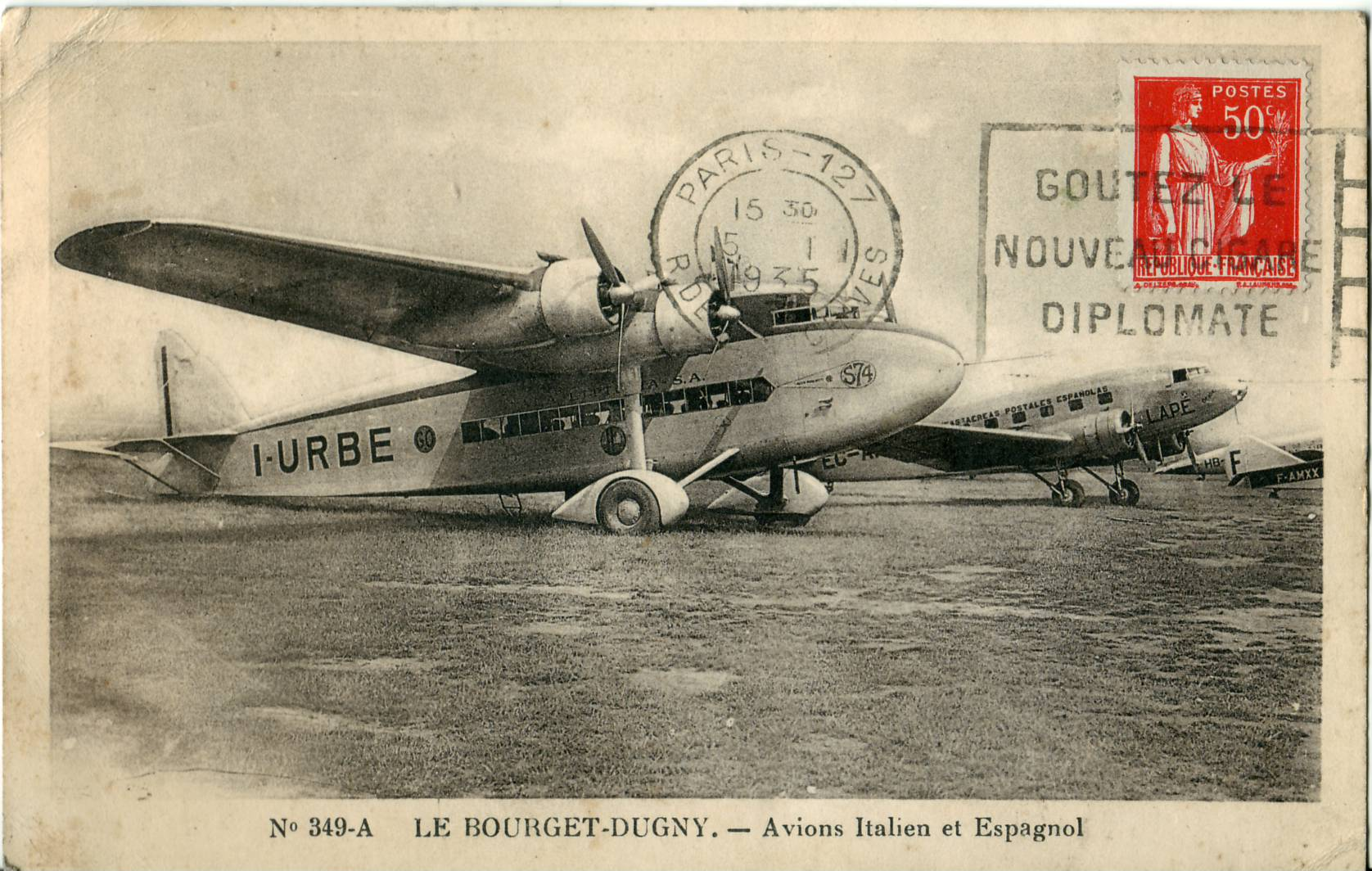
Принадлежавший LAPE Douglas DC-2 в аэропорту Париж-Ле-Бурже, 1935 год. На переднем плане Savoia-Marchetti SM.74 I-URBE итальянской компании Ala Littoria

### Предшествующие годы
В 1919 году в Испании была учреждена служба авиапочты, перевозки которой, по договору с Главным управлением почт и телеграфов, первоначально осуществляла французская компания Latécoère.
В 1928 году правительство диктатора Мигеля Примо де Риверы решило объединить появившиеся за прошедшие с того момента годы частные авиакомпании, действовавшие на территории страны (основанная в 1920 году Compañia de Hidroaviones del Catábrico, Compañía Española de Tráfico Aéreo (CETA, 1921), Unión Aérea Española (UAE, 1925), а также Iberia (1927)) в новую компанию под названием CLASSA (Compañia de Lineas Aéreas Subvencionadas S.A) 
Однако, начавшаяся годом позже Великая депрессия отрицательно повлияла не только на её состояние, но и на политическую ситуацию в Испании, в которой в 1931 году произошла революция.

### Создание LAPE
23 сентября 1931 года авиакомпания CLASSA были национализирована, имевшийся между ней и государством договор признан недействительным, а её активы конфискованы в пользу вновь созданных «Испанских почтовых авиалиний» (LAPE), у которых 55% капитала принадлежали государству. Все бывшие акционеры CLASSA получили соответствующие компенсации.
Для упрочнения положения новой компании, республиканское правительство Испании заключило с ней ряд контрактов на почтовые перевозки.
В первые годы после реорганизации, воздушное сообщение LAPE ограничивалось линиями Мадрид-Севилья и Мадрид-Барселона. В марте 1934 г. были возобновлены полеты на Канарские острова а через несколько месяцев в сентябре была открыта линия Мадрид-Валенсия. В 1935 году были запущены линии Барселона-Пальма-де-Майорка, Барселона-Валенсия и Валенсия-Пальма-де-Майорка, хотя они работали с перерывами. К июню 1936 года к обслуживаемым аэропортам добавились Лас-Пальмас и Тенерифе.
Позже LAPE открыла первые международные воздушные сообщения с Францией и Португалией. Её самолёты обслуживали 3 сети: внутреннюю, северо-африканскую (включавшую Канарские острова) и международную.
По состоянию на середину 1936 года LAPE владела парком из 18 самолетов, основу которого составляли пассажирские Dragon Rapide (8 мест) и Fokker F.VIIA/3m trimotor (15 мест). Кроме того, LAPE заключил контракт с компанией CASA на строительство двух гидросамолетов Dornier Do J Wal, аналогичных применявшимся в испанской военной и военно-морской авиации. Также имелись немецкие трёхмоторные Junkers G 24. В рамках модернизации парка первый Douglas DC-2 прибыл в Мадрид-Барахас в марте 1935 года.

### Период Гражданской войны
В связи с возможностью военного переворота, в апреле 1936 года командующий авиацией генерал Мигель Нуньес де Прадо назначил своего личного секретаря Карлос Нуньес Маза (впоследствии начштаба ВВС) президентом LAPE с целью обеспечения лояльности пилотов и операторов компании к правительству.
Уже после начала путча, 6 сентября того же года Главное управление по аэронавтике было распущено республиканским правительством, а его функции были переданы заместителю министра авиации при Министерстве авиации.
Компания работала и во время гражданской войны, но всё более и более хаотично. Хотя значительная часть самолётов её флота была реквизирована в Республиканские ВВС (FARE) и использовалась в качестве транспортных, LAPE продолжала действовать в республиканских зонах Испании. Линия Мадрид-Барселона была расширена до Тулузы. До середины 1937 года существовала также линия Мадрид-Сантандер, пока город не был захвачен франкистами, хотя добираться до него приходилось обходными путями. Всякий раз, когда воздушные бои за Мадрид усиливались, маршрут Барселона-Мадрид заменялся на Барселона-Альбасете. Многие пилоты компании погибли во время транспортных и бомбардировочных вылетов.
Незадолго до падения республики, в конце февраля 1939 года, полковник Маза приказал сконцентрировать остатки флота компании подальше от линии фронта, в Моноваре, чтобы избежать их попадания в руки мятежников. В последние недели конфликта они использовались для эвакуации гражданского и военного руководства Республики.
После поражения республиканцев, самолёты LAPE были конфискованы франкистским правительством и переданы компании  Iberia.

## Флот
Нидерланды
- Fokker F.VII/3m[10][11]
- Fokker F.XX (EC-45-E). Единственный экземпляр, 15.02.37 потерпел аварию в аэропорту Прат-де-Льобрегат.[12][13][14][15][16]

 Германия
- Junkers G 24ge
- Dornier Do J Wal

 Италия
- Savoia-Marchetti SM.62P (EC-AMM)
- Savoia-Marchetti SM.74

 США
- Curtiss Eagle III
- Douglas DC-1 (EC-AGN) единственный экземпляр данной модели, куплен в ноябре 1938 года, в июле 1939-го передан Iberia Airlines
- Douglas DC-2
- Ford Trimotor
- General Aviation GA-43
- Northrop Delta
- Spartan Executive: (EC-AGM), реквизирован в республиканские ВВС (30+74), впоследствии захвачен националистами; позже для ВВС было закуплено ещё несколько[17].
- Vultee V-1

 Франция
- Breguet 470 (EC-AHC). Единственный построенный, после капитуляции перелетел во Францию, где был разобран.
- Breguet Wibault 670.T (EC-AGI), уникальный экземпляр, как F.XX, DC-1 и Br.470.
- CASA/Breguet 26-T Limousin (EC-HHA)
- Caudron C.445 Goéland

 Великобритания
- Airspeed AS.6 Envoy
- De Havilland DH.80 Puss Moth (возможно всё же Gipsy Moth)
- De Havilland DH.89 Dragon Rapide
- British Klemm Eagle II EC-W46

## Галерея

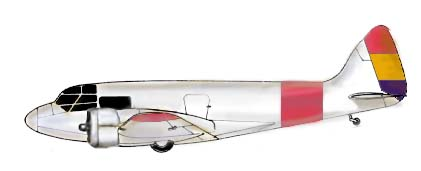
Окраска Airspeed Viceroy, переданного Республиканским ВВС
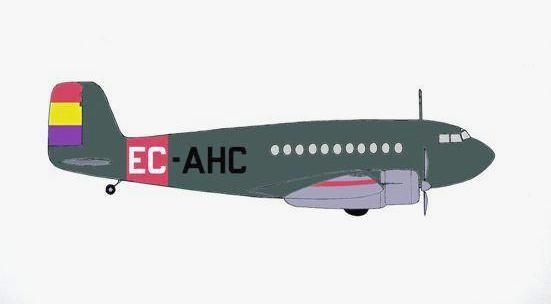
Breguet 470 Fulgur компании LAPE, в конце войны перелетевший из Барселоны в Тулузу
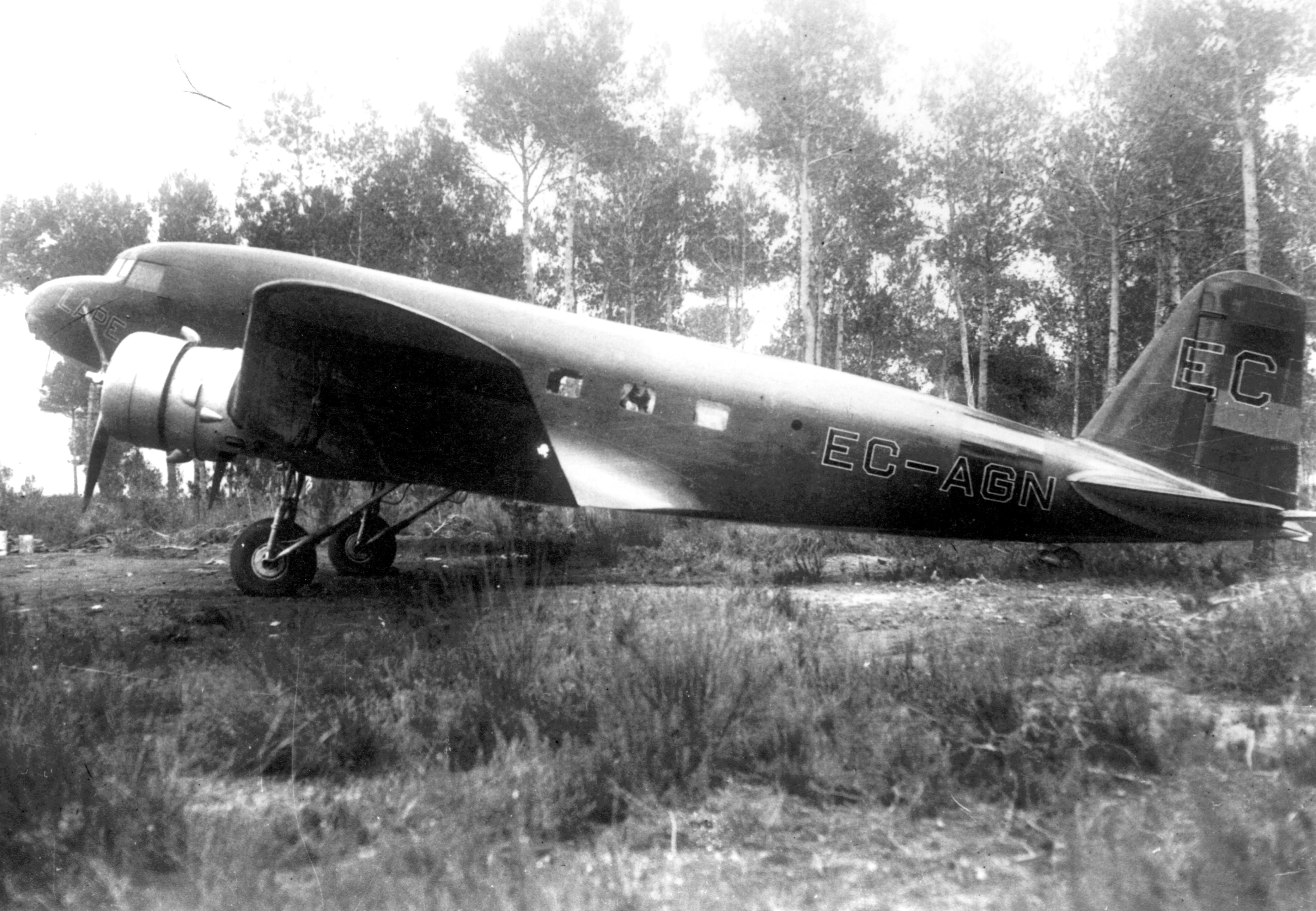
Douglas DC-1 EC-AGN из состава Республиканских ВВС
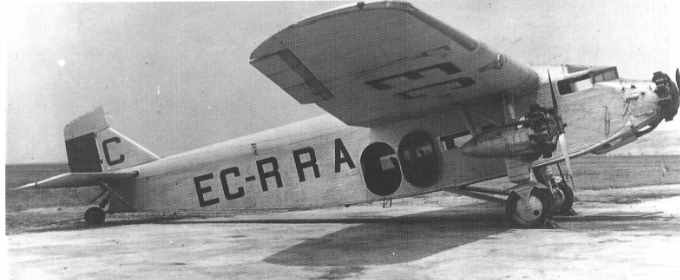
Ford Trimotor (EC-RRA)
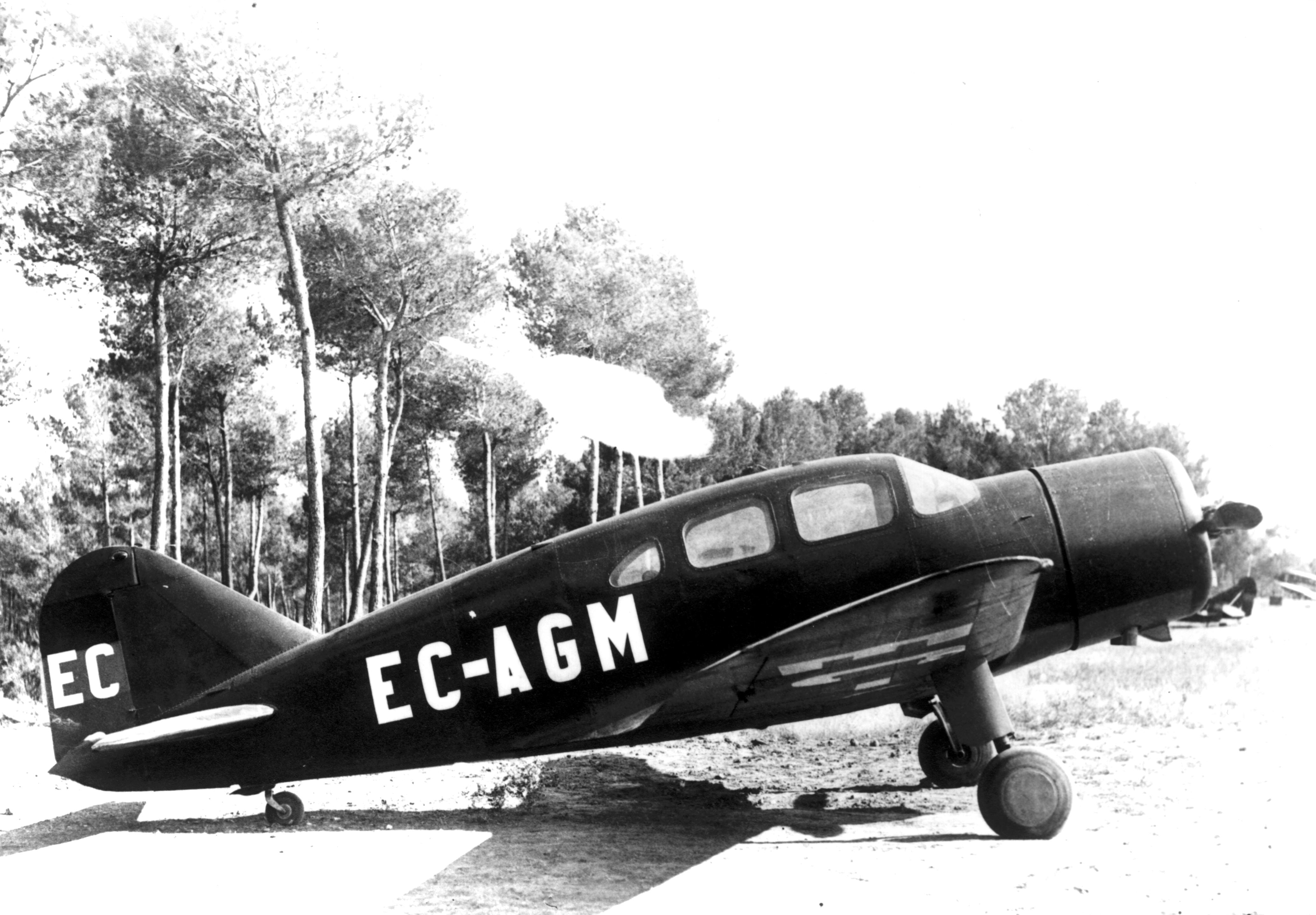
Spartan 7W Executive (EC-AGM)
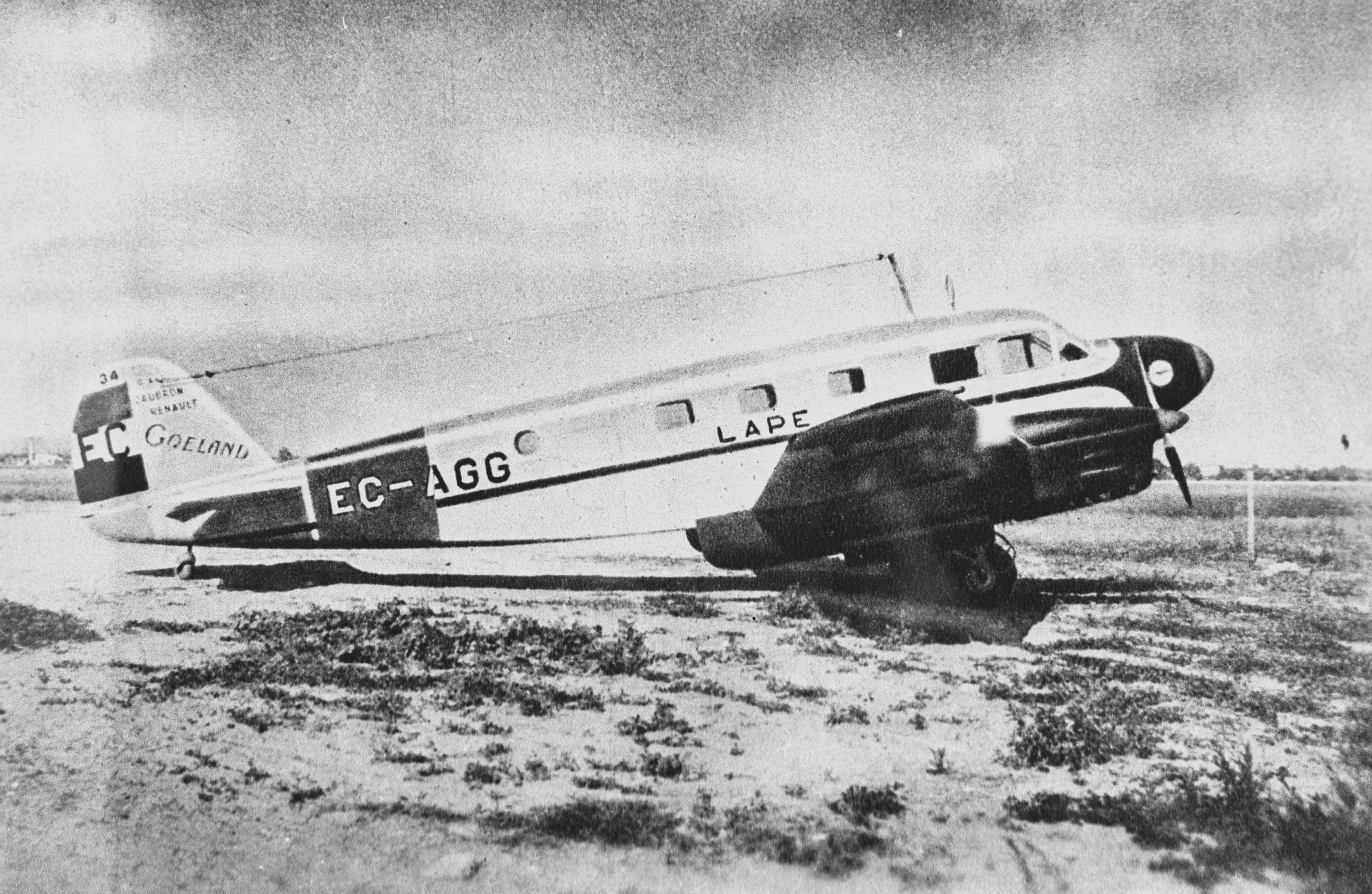
Caudron C.448 Goéland (EC-AGG)

## Аварии и катастрофы
- В марте 1937 года Douglas DC-2-115B (EC-AGK, "Orion") потерпел аварию в районе Валенсии и не подлежал восстановлению.
- В том же месяце в аварию попал Douglas DC-2-115B (EC-AAY).
- 6 апреля 1937 года Douglas DC-2-115M (EC-BFF) был уничтожен при авианалёте в аэропорту Сантандер.
- 15 февраля 1938 года управляемый Эдуардо Сориано Fokker F.XX (EC-45-E), вылетевший из барселонского аэропорта Эль-Прат потерпел аварию при неустановленных обстоятельствах и в результате был списан.
- 5 февраля 1939 года Spartan Executive	(EC-AGM) разбился при неустановленных обстоятельствах в районе Вилажуига.